# خط طول 147° غرب
خط طول 147° غرب هو أحد خطوط الطول الجغرافية، والتي تمتد من القطب الشمالي الجغرافي إلى القطب الجنوبي الجغرافي، وحسب التحويل الزمني يتأخر خط طول 147° غرب عن خط غرينتش بـ9 ساعات و48 دقيقة.

## من القطب إلى القطب
ينطلق خط طول 147° غرب من القطب الشمالي نحو القطب الجنوبي مرورا بالمناطق التي ترد في الجدول التالي:
| الإحداثيات                           | البلد أو الإقليم أو البحر | ملاحظات |
| ------------------------------------ | ------------------------- | --- |
| 90°0′N 147°0′W / 90.000°N 147.000°W  | المحيط المتجمد الشمالي    | |
| 72°47′N 147°0′W / 72.783°N 147.000°W | بحر بيوفورت               | |
| 70°18′N 147°0′W / 70.300°N 147.000°W | الولايات المتحدة          | ألاسكا — the Stockton Islands |
| 70°17′N 147°0′W / 70.283°N 147.000°W | بحر بيوفورت               | |
| 70°9′N 147°0′W / 70.150°N 147.000°W  | الولايات المتحدة          | ألاسكا |
| 60°56′N 147°0′W / 60.933°N 147.000°W | لسان برينس وليام البحري   | مرورا بشرق Glacier Island, ألاسكا, الولايات المتحدة (في 60°53′N 147°5′W / 60.883°N 147.083°W)                                                            |
| 60°18′N 147°0′W / 60.300°N 147.000°W | الولايات المتحدة          | ألاسكا — جزيرة مونتاغ (ألاسكا) |
| 60°15′N 147°0′W / 60.250°N 147.000°W | المحيط الهادئ             | مرورا بغرب Arutua atoll, تاهيتي (في 15°17′S 146°53′W / 15.283°S 146.883°W) · مرورا بغرب Kaukura atoll, تاهيتي (في 15°39′S 146°53′W / 15.650°S 146.883°W) |
| 60°0′S 147°0′W / 60.000°S 147.000°W  | المحيط الجنوبي            | |
| 76°0′S 147°0′W / 76.000°S 147.000°W  | القارة القطبية الجنوبية   | المطالب الإقليمية بالقارة القطبية الجنوبية |